# Gelasma tibeta
Gelasma tibeta är en fjärilsart som beskrevs av Chu 1982. Gelasma tibeta ingår i släktet Gelasma och familjen mätare. Inga underarter finns listade i Catalogue of Life.